# ザ・ゲーム (宝塚歌劇)
『ザ・ゲーム』は宝塚歌劇団によって制作された舞台作品。形式名は「グランド・ショー」。花組公演。18場。作・演出は横澤英雄。併演作品は『会議は踊る 』。

## 公演期間と公演場所
- 1989年1月1日 - 2月14日　宝塚大劇場[1]（1月6日に昭和天皇が崩御し、7・8日の公演が中止となった[3]。）
- 1989年4月2日 - 4月29日　東京宝塚劇場[2]

## 解説
※宝塚100年史の宝塚大劇場公演参考。
人生の様々なゲーム（勝負）をスポーツやジャズ、ジプシーの世界において表現したアップテンポなショー。

## スタッフ
※氏名の後ろに「宝塚」、「東京」の文字がなければ両劇場共通。
- 作曲・編曲：中元清純[1]・高井良純[1]
- 編曲[1]：小高根凡平・鞍富真一
- 音楽指揮：橋本和明（宝塚）[1]、北沢達雄（東京）[2]
- 振付[1]：羽山紀代美・山田卓・名倉加代子
- 装置：石浜日出雄[1]
- 衣装：静間潮太郎[1]
- 照明：今井直次[1]
- 小道具：万波一重[1]
- 効果：紙田明[1]
- 音響監督：松永浩志[1]
- 演出助手[1]：小池修一郎・木村信司
- 舞台進行：豊田登[1]
- 制作：高野賢一[1]
- 製作担当：柏原正一（東京）[2]

## 主な配役
※下記のデータは宝塚・東京共通
- スペッシャリスト、ミスター・サジ、ザ・ジプシー、歌う男 - 大浦みずき[1]
- パディ・ボールデン、ニューヨーカーの男、ジプシーの男 - 朝香じゅん[1]
- ゲーム・プレーヤーの女、マダム・サジ - ひびき美都[1]
- ゲーム・プレーヤーの男 - 宝純子[1]
- ゲーム・プレーヤーの女[1] - 北小路みほ・月丘千景
- チームメイト - 磯野千尋[1]
- キャリビー・ジョー、ニューヨーカーの男 - 瀬川佳英[1]
- ニューヨーカーの女 - 梢真奈美[1]
- ブラック・シンガー、ニューヨーカーの女3S - 峰丘奈知[1]
- ゲーム・プレーヤーの男、チームメイト、ジプシー女S - 安寿ミラ[1]
- ゲーム・プレーヤーの男、チームメイト、ジプシー男A - 真矢みき[1]
- チームメイト[1] - 友麻夏希・宝樹芽里・愛華みれ・真琴つばさ